# PFH Entertainment
PFH Entertainment（ピーエフエイチエンターテインメント）は、日本の芸能事務所、舞台・映像制作会社である。

## 沿革
2015年に立ち上げられた制作団体ペイフォワードプロジェクト（Pay it Forward Project）が前身。2018年4月24日に法人化し、現在の社名となる。7月に事務所開設。

## 所属者
※2023年12月時点

### actor
- 川村陽介
- 高田淳
- 小林幹
- 福地教光　※業務提携
- 門野翔　※業務提携

### actress
- 桜田聖子
- 稲葉麻由子
- 藤松宙愛
- 実咲　※タレント兼任
- 高橋明日香　※業務提携

### creator
- 吉田ハレラマ

## かつての所属者
- 菊川はる（男優・クリエイター）
- 原望奈美（女優、現芸名：原田乃叶美）
- 斎藤渚（声優、現芸名：青山なぎさ）
- 中村莉久（女優）
- 宮下貴浩（男優）
- 髙橋郁哉（男優）
- 神田瀧夢（男優・タレント、業務提携）
- おかざきなな（タレント、業務提携）
- 小口隼也（男優）
- 佐々木みう（女優・タレント）
- 大塚涼加（女優）
- 椎名亜音（女優、業務提携）
- 永吉明日香（女優、業務提携）

## 舞台制作
法人化前の舞台を含む。
- Pay It Forward 第一回主催公演『ヨミガエラセ屋』

（2016年3月30日 - 4月3日、新宿村LIVE、脚本/演出：松本陽一（劇団6番シード））
出演者
松本穂香、馬場ふみか、宇田川美樹、岡安章介（ななめ45°）、木本夕貴、宮島小百合、仲田博喜
水原ゆき、小川大悟、稲葉麻由子、藤堂瞬、永沢たかし（磁石）、大貫彩香、原望奈美、NPO法人、高田淳
日替わりキャスト：ホリ、小嶋菜月（AKB48）、宮下貴浩、前田希美、高橋明日香
- リードワンプロモーションpresents 宮下貴浩 × 私オム『蛇の亜種』

（2018年6月6日 - 11日、シアターサンモール、脚本：えのもとぐりむ、演出：私オム）
出演者
安里勇哉、永島聖羅、安倍乙、水原ゆき、永夏子、金子さやか、藤家和依

新里哲太郎、永松文太、末野卓磨、青地洋、佐藤佑哉、富山健、家守健斗、宮下貴浩、私オム、篠原功